# یاشنگتس ایوژتسکی گورنه
یاشنگتس ایوژتسکی گورنه (به لاتین: Jasieniec Iłżecki Górny) یک روستا در لهستان است که در گمینا ایوژا واقع شده‌است. یاشنگتس ایوژتسکی گورنه ۸۷۰ نفر جمعیت دارد.